# Fontanès (Loire)
Fontanès ist eine französische Gemeinde mit 686 Einwohnern (Stand: 1. Januar 2022) im Département Loire in der Region Auvergne-Rhône-Alpes. Sie gehört zum Arrondissement Saint-Étienne und zum Kanton Sorbiers. Die Einwohner werden Fontaniards (bzw. Fontaniods) genannt.

## Geografie
Die Gemeinde Fontanès liegt in den südwestlichen Ausläufern der Monts du Lyonnais, etwa zehn Kilometer nordnordöstlich des Stadtzentrums von Saint-Étienne. Das Gemeindegebiet wird vom Flüsschen Gimond durchquert. Umgeben wird Fontanès von den Nachbargemeinden Chevrières im Nordwesten und Norden, Grammond im Norden und Nordosten, Saint-Christo-en-Jarez im Osten, Sorbiers im Süden, Saint-Héand im Südwesten und Westen sowie La Gimond im Westen und Nordwesten.

## Bevölkerungsentwicklung
| Jahr                       | 1962 | 1968 | 1975 | 1982 | 1990 | 1999 | 2006 | 2015 | 2022 |
| -------------------------- | ---- | ---- | ---- | ---- | ---- | ---- | ---- | ---- | ---- |
| Einwohner                  | 473  | 449  | 423  | 461  | 525  | 576  | 611  | 673  | 686  |
| Quellen: Cassini und INSEE |      |      |      |      |      |      |      |      |      |

## Sehenswürdigkeiten

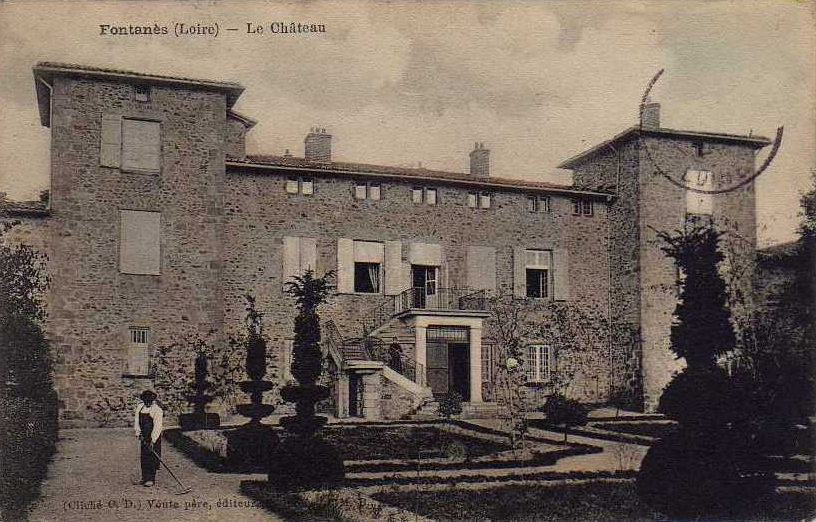
Schloss Fontanès (um 1900)

- Kirche Saint-Pierre et Saint-Paul
- Schloss Fontanès
- Wasserturm